# دولت‌گرایی

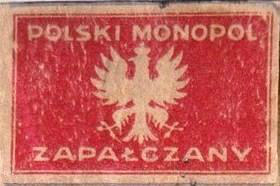
دولت گرایی

دولت‌گرایی، دولت‌سالاری یا دولت‌محوری (فرانسوی: étatisme‎) در علوم سیاسی، این باور است که دولت باید سیاست اقتصادی یا اجتماعی یا هر دو را تا حدی کنترل کند.
دولت گرایی در واقع متضاد آنارشیسم است. دولت‌گرایی اشکال مختلفی را می‌تواند به خود بگیرد. مینارشیست‌ها خواهان دولتی حداقلی یا نگهبان شب برای حفاظت مردم برابر تجاوز، دزدی، پیمان‌شکنی و تقلب با استفاده از نظامیان، پلیس و دادگاه‌هایند. برخی ممکن است به آتش نشانی و زندان هم باور داشته باشند. توتالیترین‌ها خواهان دولتی حداکثری یا تمام عیارند. دولت محدود شده، دولت رفاه و دیگر گزینه‌ها بخش میانی میزان دولت محوری هستند. تمامیت‌خواهان یک دولت حداکثری یا همه‌جانبه را ترجیح می‌دهند.